# جرج کینزی
جرج کینزی (به انگلیسی: George Kinsey) بازیکن فوتبال زادهٔ ۱۸۶۷ اهل کشور انگلستان که سابقهٔ بازی در تیم ملی فوتبال انگلستان را در کارنامهٔ خود دارد. وی در تاریخ ۵ مارس ۱۸۹۲ نخستین بازی ملی خود را در مقابل تیم ملی فوتبال ولز انجام داد و با حضور در ۴ بازی ملی، در تاریخ ۱۶ مارس ۱۸۹۶ واپسین بازی ملی‌اش را در برابر تیم ملی فوتبال ولز برگزار کرد.